# OPS-24
OPS-24は、三菱電機製の3次元レーダー。世界初の艦載用アクティブ・フェーズドアレイ（AESA）レーダーであり、海上自衛隊の汎用護衛艦（DD）において対空捜索レーダーとして搭載される。
なお、本機を含めた海上自衛隊の電子機器の型番はアメリカ軍の軍用電子機器の命名規則におおむね基づいているが、一文字目のみ米軍式では「S」がつけられるべきところを、「お船」（Ofune）ないし「艦載用」（On Board）を捩った「O」とされている。本機の場合は水上艦艇搭載のレーダー・探知用/距離方位測定用/捜索用ということになる。

## 来歴
防衛庁技術研究本部第1研究所第4部レーダー研究室では、三菱電機と共同で1967年よりアクティブ素子の研究を進めており、昭和43年度には予算も認可され、昭和46年度には初の実験機である「電子走査アクティブ空中線装置」（Xバンド、64素子によるリニアアレイ）が試作された。また当時は空中早期警戒機（AEW）の国産化に向けてSバンドの機上捜索レーダーの開発が検討されていたことから、昭和47年度から48年度にかけてトラバット・ダイオード発振機を採用して周波数帯をSバンドに移した「新方式レーダ（その1）」（64素子によるリニアアレイ）の研究試作が行われた。1974年この試作装置を第1研究所の屋上に設置し、東京国際空港を発着する航空機を目標とした探知実験が行われ、連続的な探知・追尾に成功した。これは日本国内はもとより世界的に見ても初の成果であった。
昭和50-51年度にかけて「新方式レーダ（その2）」（Xバンド、208素子によるプレーナアレイ）が順次に研究試作された。そして昭和54年度からは航空自衛隊のレーダーサイトで運用されていたJ/FPS-1の後継となる3次元レーダーに関して、東芝、日本電気、三菱電機の参加・協力の下、技術研究本部によって部内研究が始まった。昭和58年度から昭和61年度にかけて開発が行われ、1983年11月には試作機の製作会社が三菱電機に決定した。これによって製作されたXJ/FPS-3は1987年7月より航空実験団（現：航空開発実験集団）電子実験隊において実用試験に入った。実用機であるJ/FPS-3は、平成3年度、日本初のアクティブ・フェーズドアレイ・レーダー（AESA）として制式化された。
一方海上自衛隊では、汎用護衛艦（DD）向けの対空レーダーとしてOPS-14を採用していたが、信頼性や艦隊行動時の性能には問題がなかったものの、単独行動時の対空警戒性能としては不安が残るものであった。J/FPS-3の情報を得た海上幕僚監部は、技術的可能性と開発リスクや予算を考慮して、同機をもとにすればDD用3次元レーダーとして実現可能性が高いという結論に達した。これに応じて、J/FPS-3の主製作社である三菱電機が海上自衛隊向けの艦載AESAとして開発したのが本機である。

## 設計
上記の経緯によりJ/FPS-3をもとに小型・軽量化し、また艦載装備としての各種振動対策およびレーダー・ビームの動揺修正策を施したプロトタイプとして開発されたのがOPS-24であり、あさぎり型後期型（60/61DD）に搭載された。アンテナは垂直より25度傾斜しており、通常護衛艦のマスト中部に設置される（下掲写真参照）。高度方向の走査はプログラム制御による電子スキャン式で、水平以下からほぼ天頂近くまで振ることができる。一方水平方向の走査は機械回転式で、回転数は10-20回転/分となっている。使用周波数はOPS-14と同じくLバンド、最大探知距離は200キロメートル (110 nmi)以上、対処目標数は50-60個程度と見られている。
しかしながら搭載直後より、アンテナの小型化および近距離サイドローブの抑制不十分による探知性能低下および目標精度不良などの問題が多発し、用兵者からの評価は惨憺たるものとなった。これは、J/FPS-3が目標の遠距離探知と戦闘機の管制に主眼をおいた捜索レーダーであったのに対し、本機はより強力な対空警戒能力を備えたヘリコプター搭載護衛艦（DDH）およびミサイル護衛艦（DDG）の覆域下での運用を前提とし、シースパローIBPDMSの射撃のための捕捉レーダーとしての性格が強かったためであった。このことから、むらさめ型（03DD）およびたかなみ型（10DD）ではほぼ新造に近いレベルの抜本的な改良を施したB型が搭載され、また既に搭載されたものについてもその成果がバックフィットされた。これによって何とか艦隊での使用に耐える性能には達したものの、これらの改善処置も完全なものではなかったとされている。
なお「すずなみ」（13DD）では、更にアクティブ素子を増加して性能向上を図ったOPS-24Cが搭載された。

## 搭載艦船

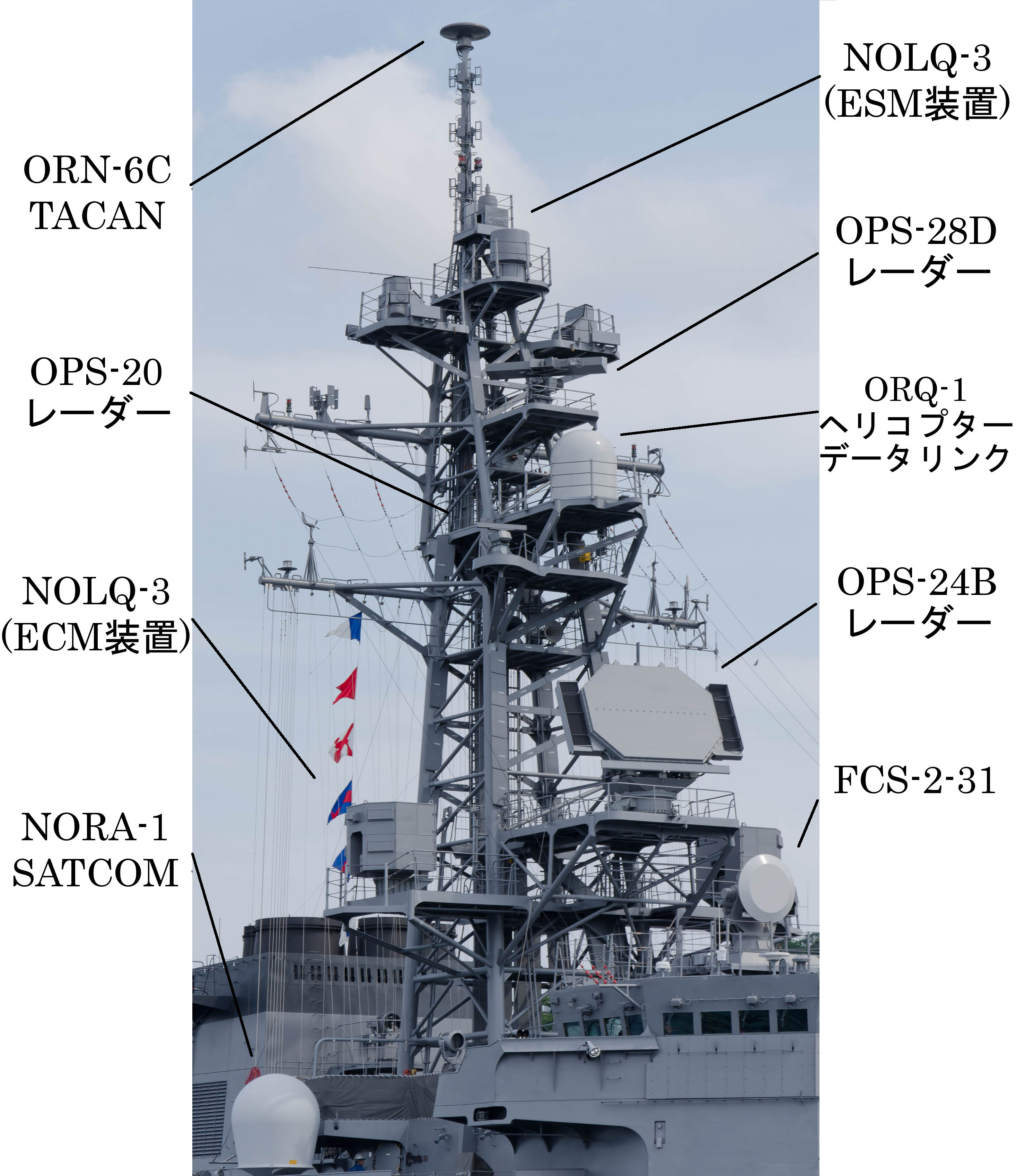
「ありあけ」における装備要領

- あさぎり型護衛艦（60/61DD）
- むらさめ型護衛艦（03-09DD）
- たかなみ型護衛艦（10-13DD）